# Темнов, Иван Васильевич
Иван Васильевич Темнов (1907—1983) — советский конструктор оружейных приборов, лауреат Сталинской премии второй степени.

## Биография
В начале 1930-х годов работал в Туле в оружейном КБ Токарева, с 1933 года — в Москве.
После войны инженер-конструктор НИИ-5 Главного артиллерийского управления Минобороны (впоследствии — МНИИПА (Московский НИИ приборной автоматики).
Похоронен на Востряковском кладбище.
Сын — народный артист России Виктор Иванович Темнов (2 декабря 1934 — 27 марта 2014) — композитор ансамбля «Берёзка».

## Признание
- Сталинская премия второй степени (1951) — за работу в области приборостроения.
- орден «Знак Почёта»